# Brieselang
Brieselang is een gemeente in de Duitse deelstaat Brandenburg, en maakt deel uit van het Landkreis Havelland.
Brieselang telt 12193 inwoners (31/12/2019).

## Demografie
- Ontwikkeling van de bevolking sinds 1875 binnen de huidige grenzen (blauwe lijn: Bevolking; stippellijn: Vergelijking van de ontwikkeling van de bevolking van de deelstaat Brandenburg, Grijze achtergrond: tijdens de nazi-regering, Rode achtergrond: tijdens de communistische regering)
- Recente ontwikkeling van de bevolking (blauwe lijn) en prognoses

| Jaar | Inwoners |
| ---- | -------- |
| 1875 | 1 175    |
| 1890 | 1 264    |
| 1910 | 1 099    |
| 1925 | 2 516    |
| 1933 | 3 953    |
| 1939 | 4 955    |
| 1946 | 6 484    |
| 1950 | 6 416    |
| 1964 | 6 009    |
| 1971 | 6 054    |

| Jaar | Inwoners |
| ---- | -------- |
| 1981 | 5 481    |
| 1985 | 5 359    |
| 1989 | 5 218    |
| 1990 | 5 104    |
| 1991 | 5 020    |
| 1992 | 5 042    |
| 1993 | 5 145    |
| 1994 | 5 195    |
| 1995 | 5 513    |
| 1996 | 5 987    |

| Jaar | Inwoners |
| ---- | -------- |
| 1997 | 6 752    |
| 1998 | 7 561    |
| 1999 | 8 168    |
| 2000 | 8 973    |
| 2001 | 9 380    |
| 2002 | 9 757    |
| 2003 | 10 067   |
| 2004 | 10 343   |
| 2005 | 10 457   |
| 2006 | 10 598   |

| Jaar | Inwoners |
| ---- | -------- |
| 2007 | 10 667   |
| 2008 | 10 794   |
| 2009 | 10 823   |
| 2010 | 10 854   |
| 2011 | 10 795   |
| 2012 | 10 894   |
| 2013 | 10 999   |
| 2014 | 11 167   |
| 2015 | 11 484   |
| 2016 | 11 534   |

| Jaar | Inwoners |
| ---- | -------- |
| 2017 | 11 714   |
| 2018 | 11 999   |
| 2019 | 12 193   |
| 2020 | 12 512   |

Gegevensbronnen worden beschreven in de Wikimedia Commons.
Brieselang ·
Dallgow-Döberitz ·
Falkensee ·
Friesack ·
Gollenberg ·
Großderschau ·
Havelaue ·
Ketzin ·
Kleßen-Görne ·
Kotzen ·
Märkisch Luch ·
Milower Land ·
Mühlenberge ·
Nauen ·
Nennhausen ·
Paulinenaue ·
Pessin ·
Premnitz ·
Rathenow ·
Retzow ·
Rhinow ·
Schönwalde-Glien ·
Seeblick ·
Stechow-Ferchesar ·
Wiesenaue ·
Wustermark